# Neu-Ulm

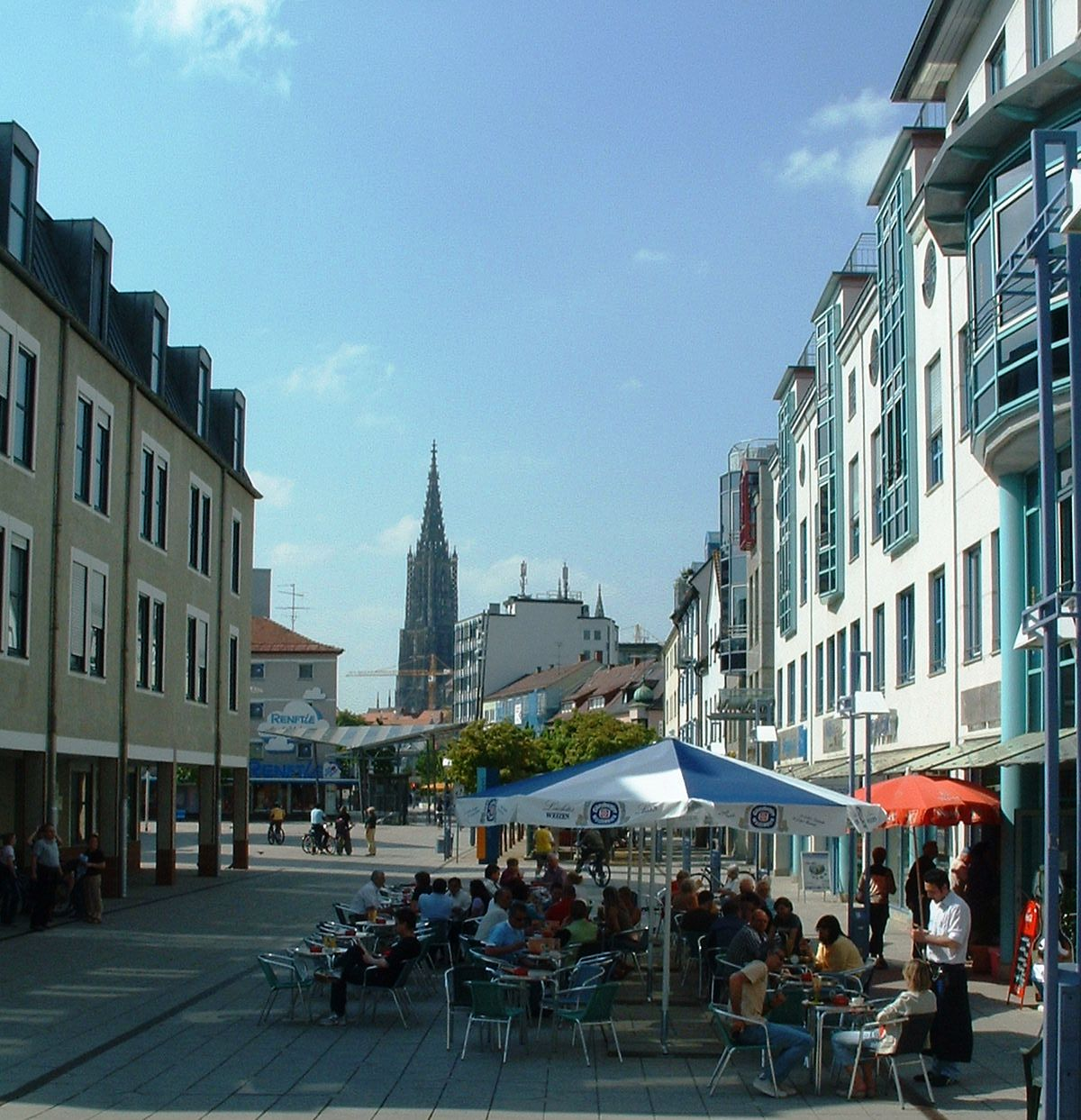
Neu-Ulm

Neu-Ulm este un oraș din districtul Neu-Ulm, regiunea administrativă Șvabia, landul Bavaria, Germania.
Vizavi de orașul vechi Ulm, se află de cealaltă parte a Dunării și este mai mic decât Ulm și, până în 1810, a fost o parte a acestuia.